# Orlov (Jistebnice)
Orlov (také Vorlov, německy Worlow) je malá vesnice, část města Jistebnice v okrese Tábor. Nachází se asi 2,5 kilometru východně od Jistebnice. Orlov leží v katastrálním území Orlov u Jistebnice o rozloze 10,59 km². V katastrálním území Orlov u Jistebnice leží i Křivošín, Nehonín, Ostrý, Podol, Smrkov a Stružinec.

## Historie
První písemná zmínka o vesnici pochází z roku 1547.

## Obyvatelstvo
| Rok            | 1869 | 1880 | 1890 | 1900 | 1910 | 1921 | 1930 | 1950 | 1961 | 1970 | 1980 | 1991 | 2001 | 2011 | 2021 |
| -------------- | ---- | ---- | ---- | ---- | ---- | ---- | ---- | ---- | ---- | ---- | ---- | ---- | ---- | ---- | ---- |
| Počet obyvatel | 79   | 99   | 96   | 96   | 73   | 75   | 78   | 62   | 40   | 37   | 46   | 45   | 30   | 33   | 30   |
| Počet domů     | 11   | 11   | 11   | 11   | 11   | 11   | 11   | 12   | 100  | 12   | 12   | 13   | 14   | 14   | 15   |

## Obecní správa
Orlov byl do 31. prosince 1974 samostatnou obcí. Od 1. ledna 1975 je částí obce Jistebnice. V letech 1850–1974 k obci patřily Křivošín, Nehonín, Ostrý, Podol, Smrkov a Stružinec.

## Pamětihodnosti
- Kaplička Panny Marie

## Galerie

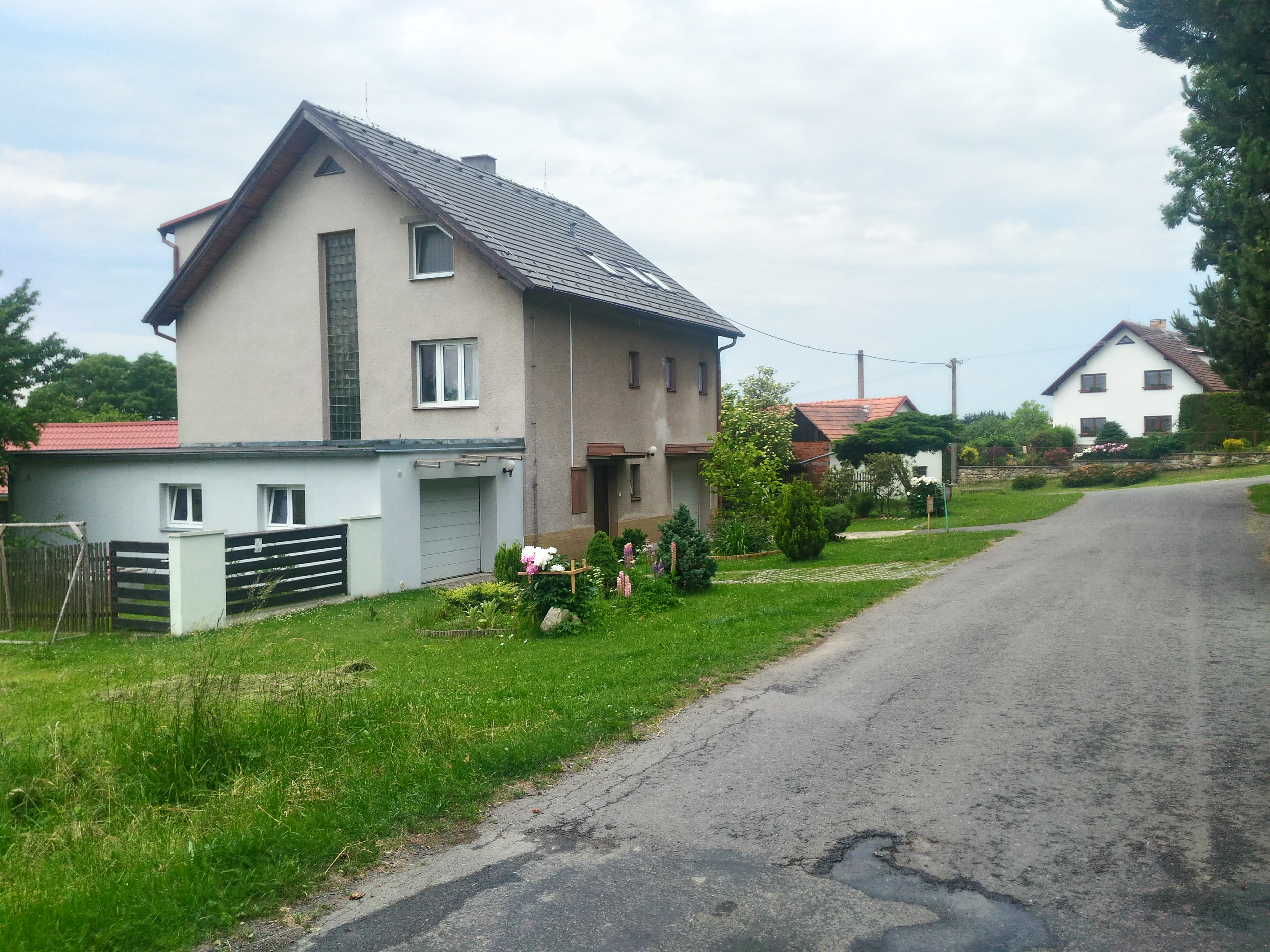
Novostavba
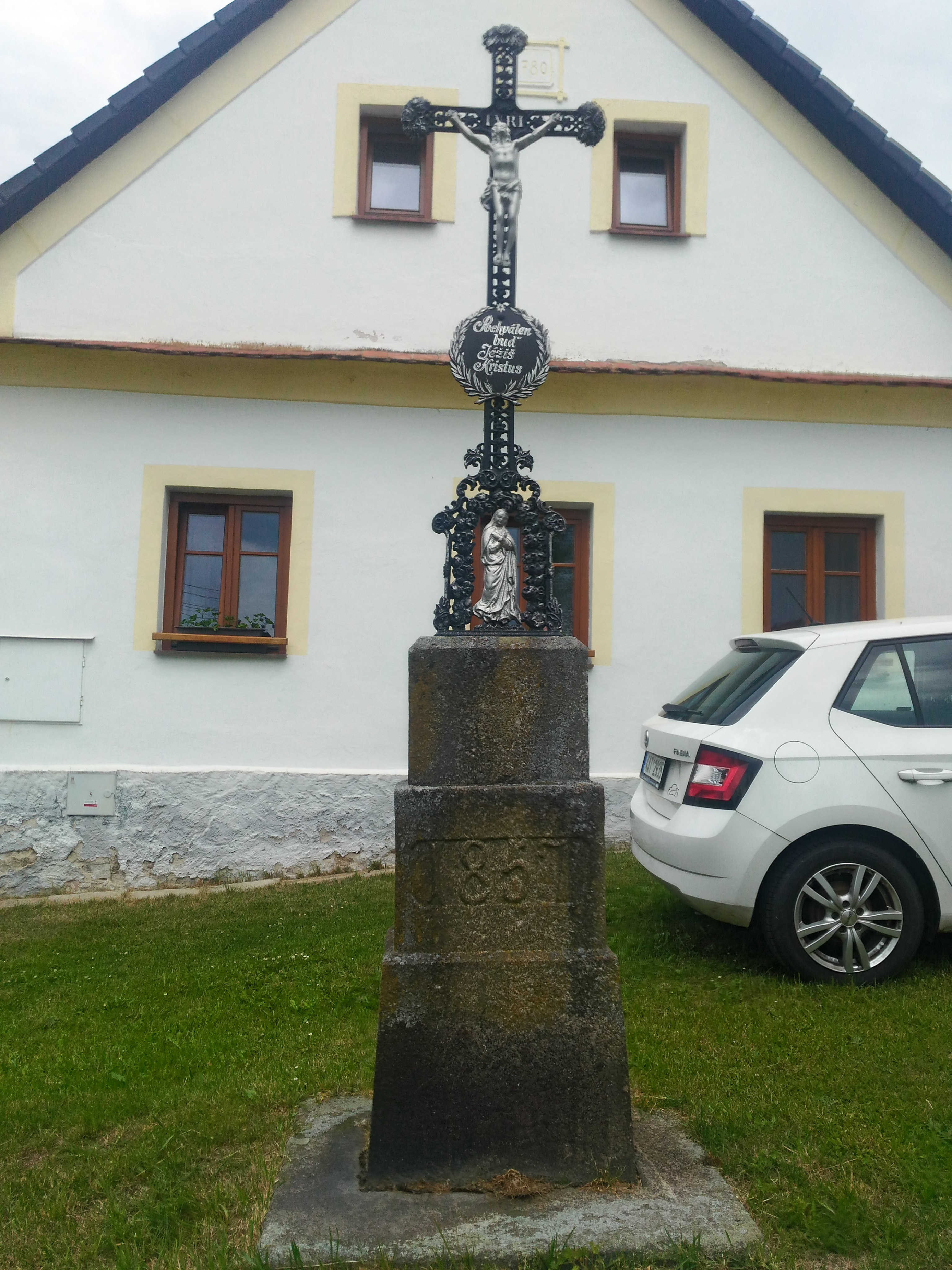
Boží muka
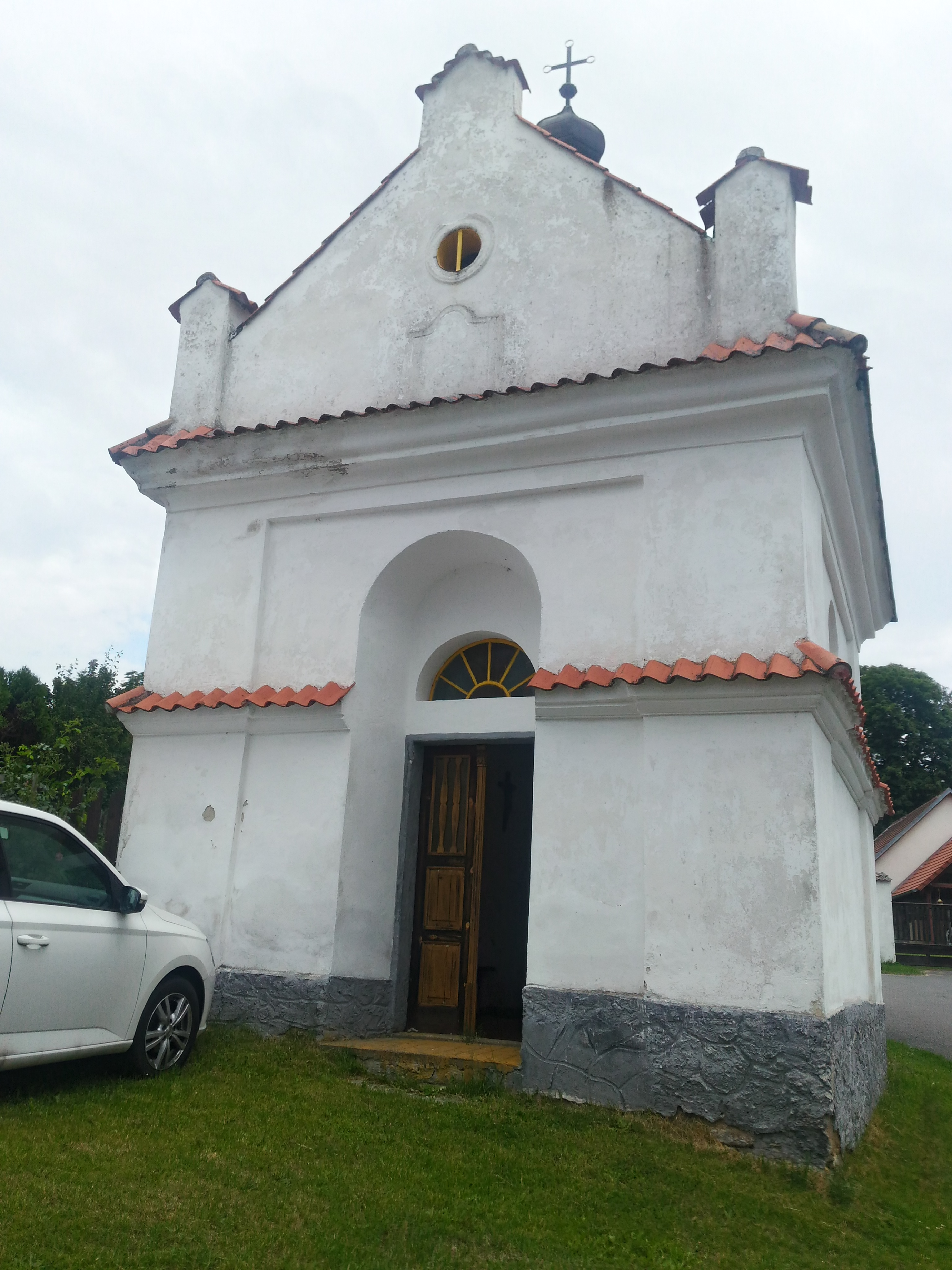
Kaple Panny Marie